# Gvozd
Gvozd è un comune della Croazia di 3 779 abitanti della regione di Sisak e della Moslavina.
Dal 1996 al 2012 la municipalità ha avuto il nome di Vrginmost, il nome attuale è stato adottato a seguito di una controversia politica..